# Église de Sant Romà de Sau
L'église de Sant Romà de Sau est une ancienne église romane située dans la municipalité de Vilanova de Sau, dans la comarque d'Osona. Il s'agit d'un monument protégé et inventorié dans le patrimoine architectural catalan.

## Description
L’église de style roman lombard date du XIe siècle et est orientée d'est en ouest. Elle est à moitié en ruine et il est difficile de distinguer le corps de l'église primitive des bâtiments ultérieurs qui lui sont rattachés. Elle n’a qu'une seule nef, actuellement sans abside et avec une grande arcade au sud. Un clocher élancé de trois étages est attaché à la partie nord. Au second étage il y a des fenêtres jumelles avec un chapiteau simple et des arcs lombards et des dents à franges au-dessus, les fenêtres du troisième niveau sont en plein cintre et couvert sur quatre côtés. Dans le mur de Tramuntana, il y a des arcs lombards sur lesquels change l’appareil de construction, qui jusqu'alors était en pierre bien sculptée et plus tard en galets de rivière. À l'ouest se trouve une fenêtre carrée et condamnée.

## Historique
Il s’agit d'une ancienne église paroissiale, située sous les falaises de Tavertet. 
Depuis la construction du lac-réservoir de Sau, dans les années 1960, elle est restée submergée, mais en période de sécheresse, elle est plus ou moins visible.
De style roman lombard, l'église est consacrée en 1062. Fortement affectée par le tremblement de terre en 1428 elle est reconstruite et agrandie, comme l'indique les différents matériaux utilisés dans sa construction.
Elle est construite en pierre et, malgré sa longue submersion,  on peut encore admirer la beauté architecturale et la solidité de ses matériaux.
En 1955, Ignacio Iquino a tourné la majeure partie du film  L'Amour, la Fille et les Bandits (en) (Camino cortado), dans la vieille ville et les images sont un document graphique exceptionnel du village abandonné, avant la submersion, avec encore toutes les maisons (avec des vues aussi de ses intérieurs), les rues, les chemins, le pont roman et les champs environnants.
En 2021, une étude réalisée par l'organisation Official World Record avec la collaboration du Groupe de recherche sur la didactique du patrimoine de l’Université de Barcelone a déterminé que l'église Sant Romà de Sau est la plus ancienne église immergée dans un barrage et qu'elle est la plus ancienne du monde à être conservée debout.

L'église de Sant Romà de Sau
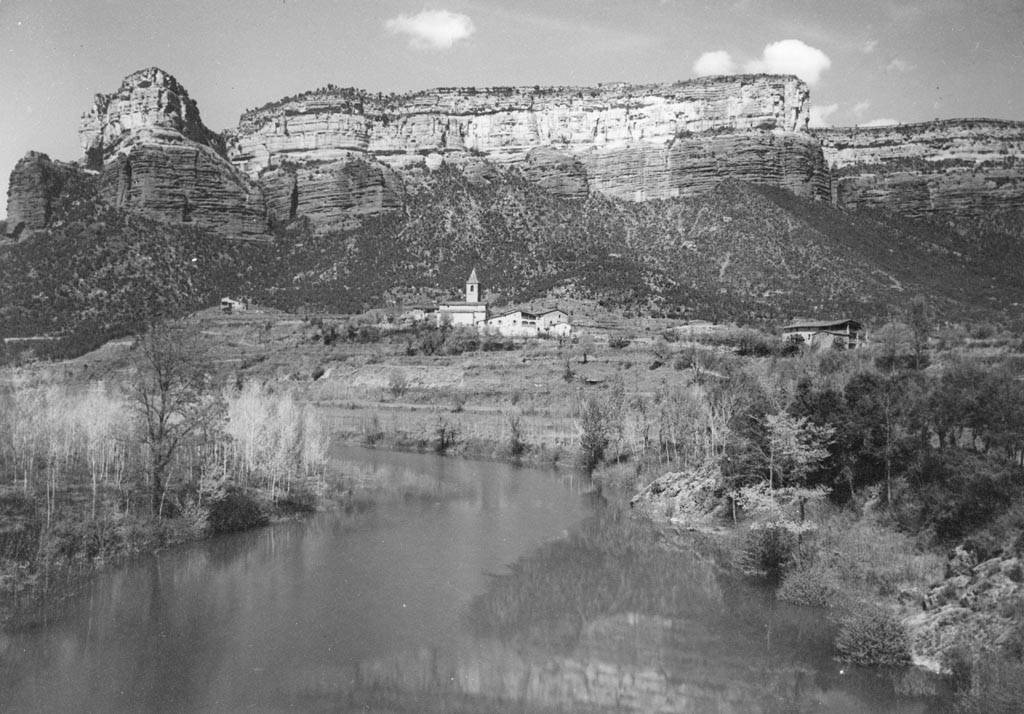
Entre 1914 et 1936
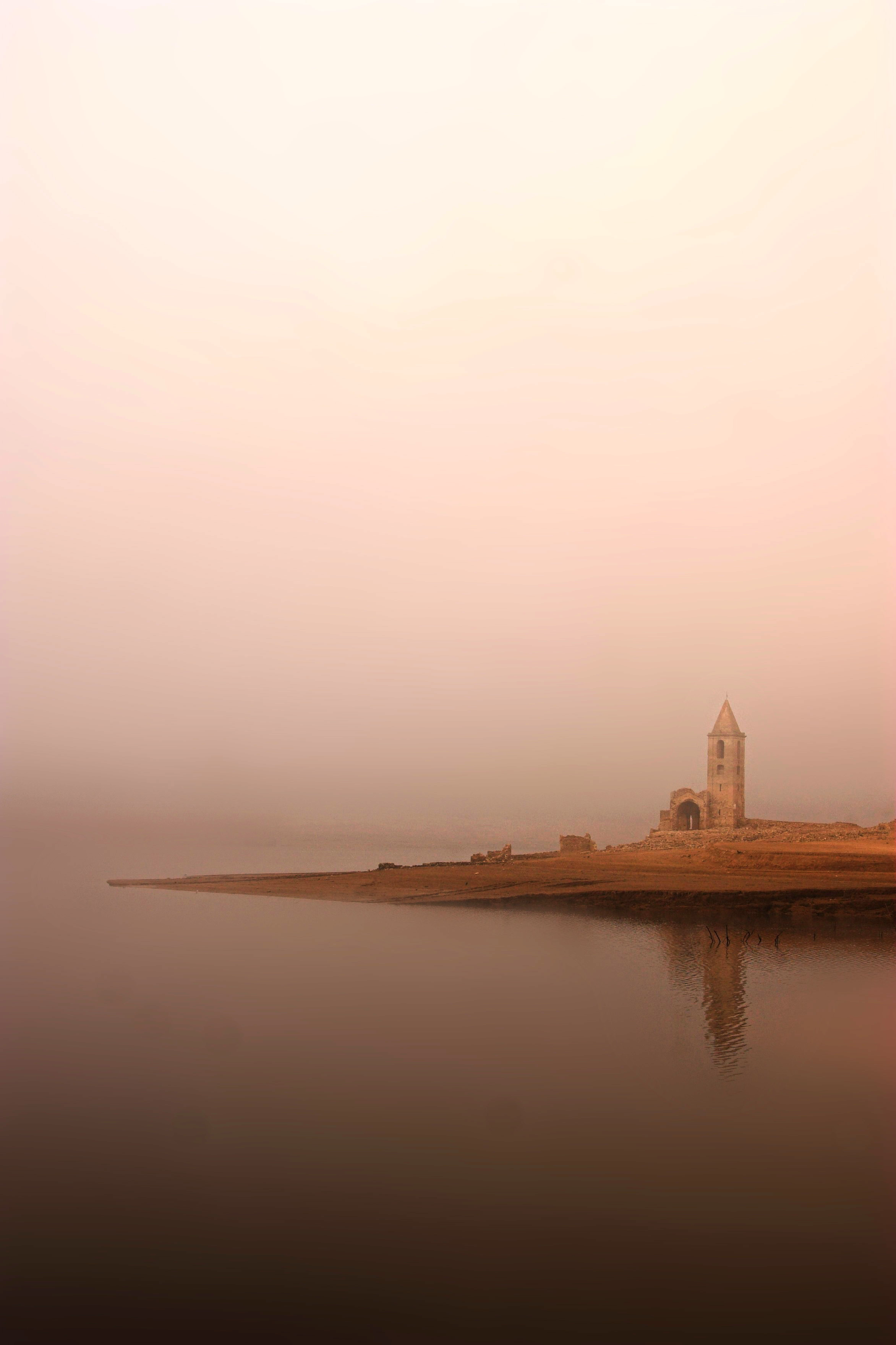
En décembre 2007
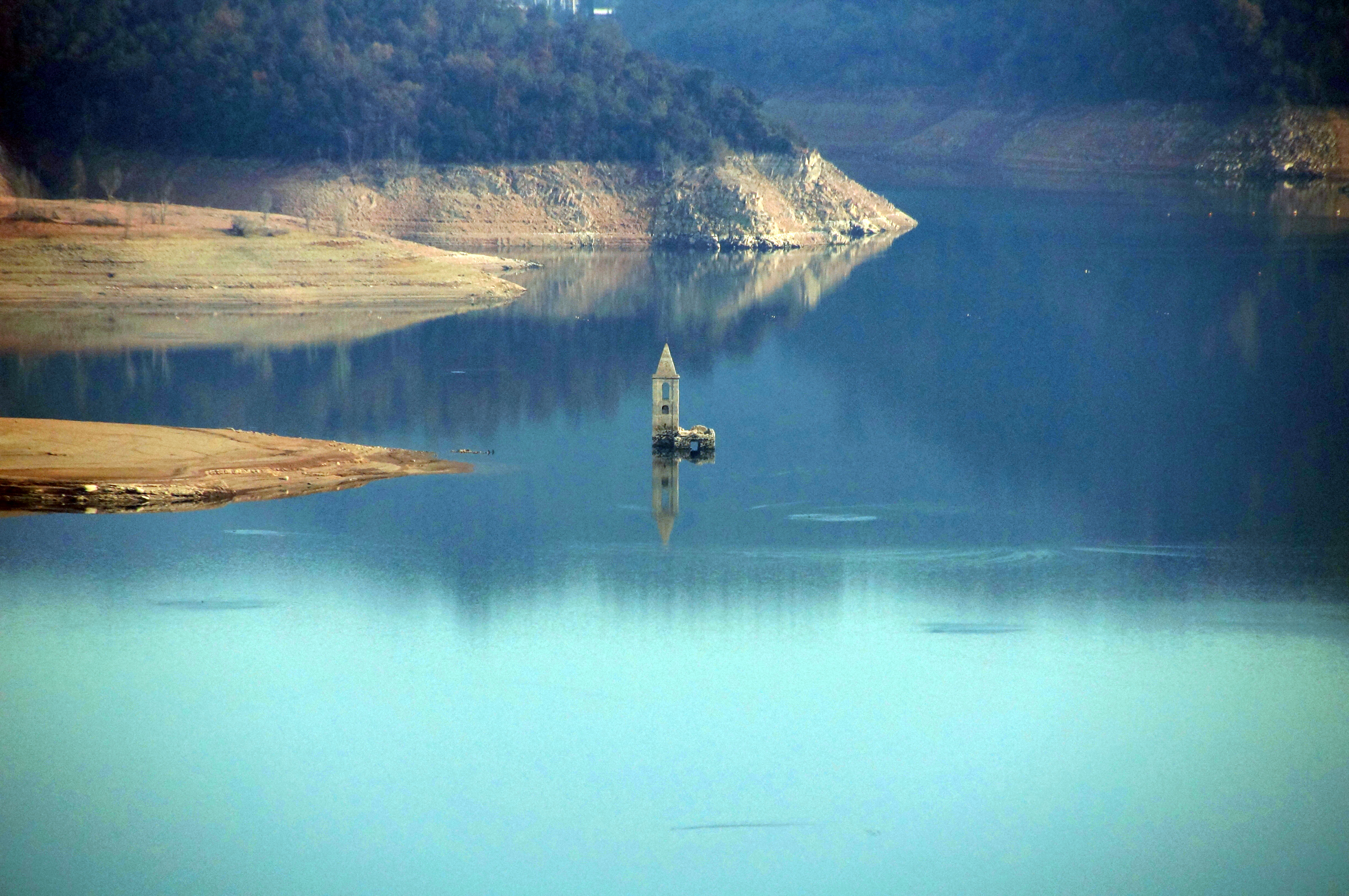
Le 7 janvier 2013
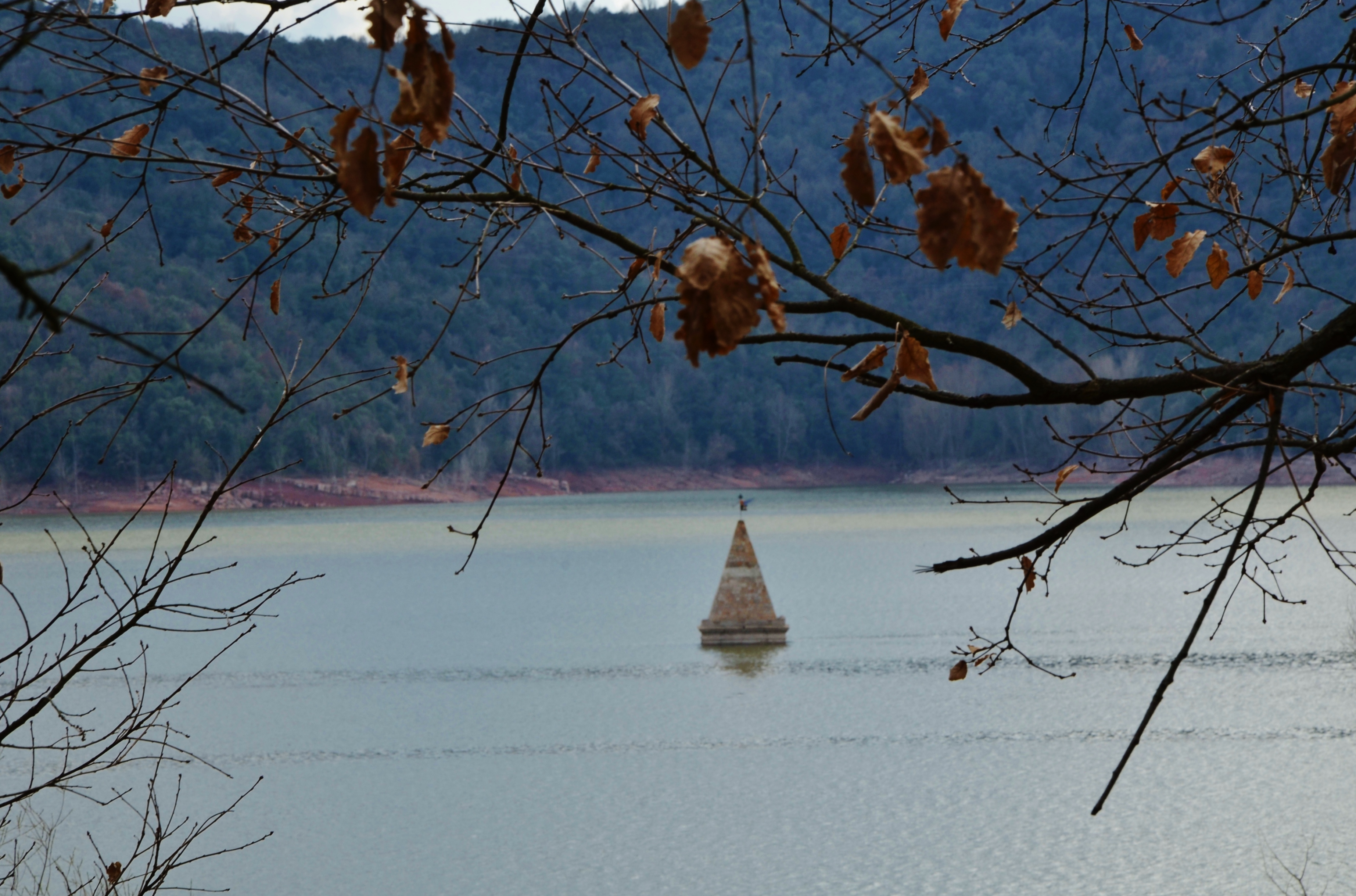
Le 28 mars 2013
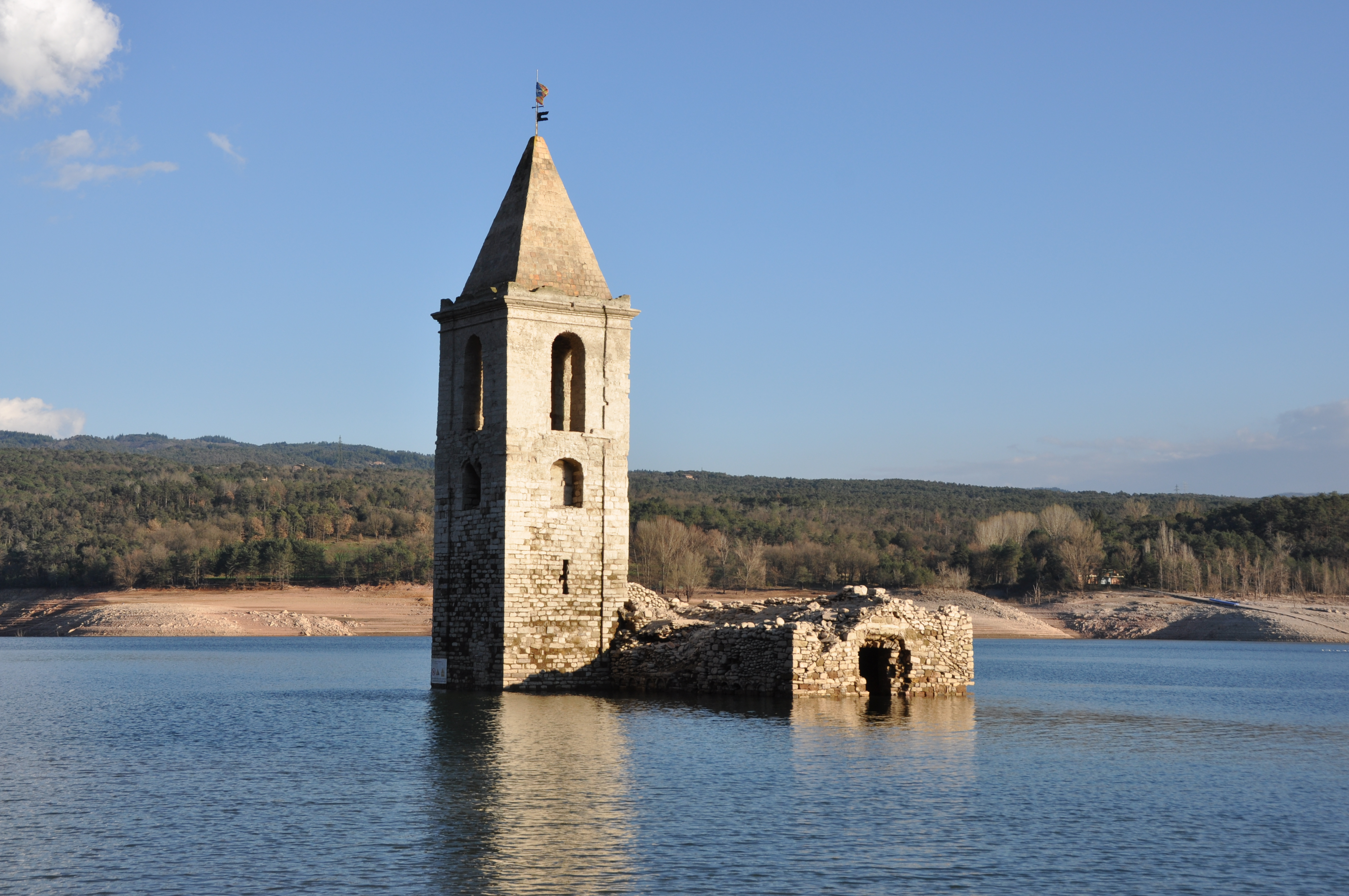
Le 23 mars 2016
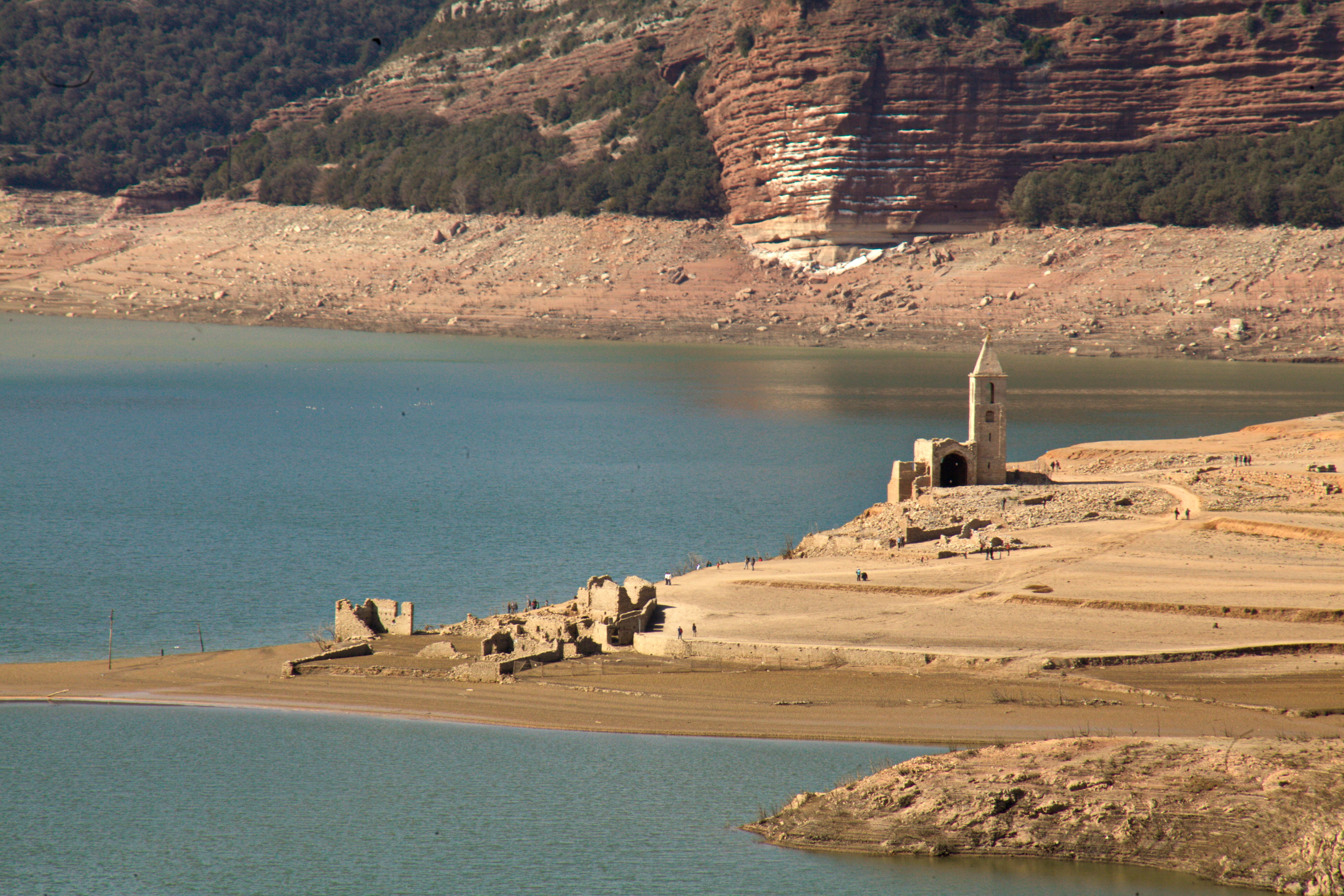
Le 11 mars 2023